# Jacobsen Glacier
Jacobsen Glacier är en glaciär i Antarktis. Den ligger i Östantarktis. Nya Zeeland gör anspråk på området. Jacobsen Glacier ligger 252 meter över havet.
Terrängen runt Jacobsen Glacier är varierad. Trakten är obefolkad. Det finns inga samhällen i närheten.